# Amt Wittow

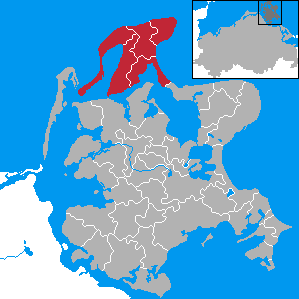
Amt Wittow im Landkreis Rügen

Im Amt Wittow im ehemaligen Landkreis Rügen in Mecklenburg-Vorpommern mit Sitz in der Gemeinde Altenkirchen waren die fünf Gemeinden Altenkirchen, Breege, Dranske, Putgarten und Wiek zur Erledigung ihrer Verwaltungsgeschäfte zusammengeschlossen. Das Amt bestand nur wenige Jahre und ging am 1. Januar 2005 im neu gegründeten Amt Nord-Rügen auf.